# Бурушаски
Буруша́ски (самоназвание — بروشسکی) — изолированный язык, на котором говорит народ буришей, проживающий в горных районах Хунза (Канджут) и Нагар на севере Кашмира. На близкородственном вершикском диалекте (вершиквар) говорят западнее, в Ясине. В 1931 году число говорящих на собственно бурушаски составляло около 20 тысяч человек, а на вершикском диалекте — около 7,5 тысяч человек. В настоящее время общее число говорящих — около 50 тысяч человек.
Бурушаски долгое время был бесписьменным языком. Имеется значительное количество текстов, которые были записаны в фонетической транскрипции и переведены на английский язык, главным образом Дэвидом Локхартом Робертсоном Лоримером (англ.). Письменность на основе арабского и латинского алфавитов развивается с 1970-х годов.

## Особенности языка
- Наличие придыхательных смычных и постальвеолярных согласных;
- деление существительных на четыре грамматических класса, к первому из которых относятся существительные, обозначающие людей мужского пола, ко второму — существительные, обозначающие людей женского пола, к третьему — одушевлённые существительные, не обозначающие людей, а также некоторые неодушевлённые существительные, к четвёртому — все остальные неодушевлённые существительные;
- система числительных, в основе которой лежит двадцатеричная система счисления.

Бурушаски до сих пор не отнесён ни к одной из существующих языковых семей. Существует гипотеза Сергея Старостина, по которой бурушаски включается на правах отдельной ветви в сино-кавказскую макросемью, хотя она и не является общепризнанной. В основе этой гипотезы лежит исключительно высокое структурное сходство между бурушаски и северокавказскими языками, однако при этом предлагаемые параллели между корнями слов довольно спорны.

## Родство с другими языками

### Дене-кавказская гипотеза
Несмотря на изолированный статус бурушаски, предпринимались и предпринимаются попытки связать его с какой-либо из известных языковых семей. Согласно гипотезе Вацлава Блажека и Джона Бенгтсона (1995), бурушаски относится к гипотетической сино-кавказской макросемье. Данная гипотеза не является общепризнанной, однако помимо лексических параллелей она основывается также на типологическом сходстве, которое не могло быть приобретённым ввиду того, что в настоящее время языки, относимые к сино-кавказской макросемье, разделены географически.

### Енисейская гипотеза
Данную гипотезу можно рассматривать как частный случай дене-кавказской гипотезы, однако её автор, Ж. ван Дрим (Driem, 2001), идёт в своих предположениях ещё дальше. Дрим указывает на сильное сходство в глагольной морфологии, в особенности в личных префиксах, между бурушаски и енисейскими языками (сохранившийся живой представитель — кетский язык, остальные вымерли). На этом основании он предполагает существование гипотетической семьи «карасук», включавшей бурушаски и енисейские языки, и связывает её с карасукской археологической культурой, существовавшей на рубеже 2-1 тысячелетий до н. э. Таким образом, гипотетический путь от карасукской культуры до современных мест проживания бурушаски должен был проходить параллельно пути распространения дардских народов, что должно объяснять многочисленные заимствования в бурушаски из дардских языков. Таким образом, бурушаски не мог быть языком, на котором говорило доиндоарийское население Индии — бурушаски проникли в этот регион параллельно индоариям примерно в 1-м тысячелетии до н. э.
В целом, енисейская гипотеза не противоречит дене-кавказской гипотезе, поскольку всё большее распространение получает предположение С. А. Старостина о сино-кавказской макросемье, куда включаются как енисейские, так и северокавказские языки.
А. С. Касьян при помощи метода глоттохронологии датирует распад гипотетического бурушаски-енисейского праязыка серединой 7-го тысячелетия до н. э., обращая внимание на ряд лексических схождений этой ветви с хуррито-урартским и хаттским языками.

### Гипотеза о родстве с индоевропейской семьёй
Согласно гипотезе лингвиста Илии Чашуле (англ. Ilija Čašule) из университета Маккуори (Австралия), лексико-грамматический анализ языка свидетельствует о его индоевропейском происхождении. Предполагается, что предки носителей пришли на эти земли с территории Фригии, и наиболее близким родственником бурушаски является фригийский язык, входящий в палеобалканскую группу. Косвенным подтверждением данной гипотезы может служить и то, что сами буриши считают себя потомками Александра Македонского.
Лингвисты Джон Бенгтсон и Вацлав Блажек на основании данных сравнительного анализа фонетических, морфологических и лексических аргументов Чашуле, с аргументами в пользу «дене-кавказской» гипотезы, подвергли критике гипотезу Чашуле, указав на бессистемность связей языка бурушаски с индоевропейской семьёй (в области фонетических соответствий), либо спорадичность и недостаточность (в области морфологии), либо вообще практически отсутствие таковых связей (в области базисной лексики).
«Анализ данных показывает, что аргументы в пользу дене-кавказского происхождения бурушаски в количественном отношении значительно превышают аргументы в пользу индоевропейско-бурушаскской гипотезы».

## Письменность
Письменность для бурушаски начала развиваться в конце 1970-х годов. Так в букваре, изданном в 1980 году, предложен следующий алфавит: A a, A' a', Ā ā, I i, I' i', Ii ii, E e, E' e', Ē ē, U u, U' u', Ū ū, O o, O' o', Ō ō, B b, P p, T t, Th th, Ṫ ṫ, Ṫh ṫh, J j, C c, Ch ch, H h, X x, Ḋ ḋ, D́ d́, Z ӡ, Ż ӡ̇, R r, Ṙ ṙ, Ts ts, Tsh tsh, З з, Зh зh, S s, Sh sh, Ṡ ṡ, F f, Q q, K k, Kh kh, G g, Ġ ġ, L l, M m, N n, Ň ň, ꜧ, W w, Y y, Y' y'.
Букварь 1985 года предлагает иной вариант алфавита: A a, B b, Ć ć, Ćh ćh, Ċ ċ, Ċh ċh, C̣ c̣, C̣h c̣h, D d, Ḍ ḍ, E e, F f, G g, Ġ ġ, H h, I i, J j, K k, Kh kh, L l, M m, N n, Ṅ ṅ, Ṇ ṇ, O o, P p, Ph ph, Q q, Qh qh, R r, Ṛ ṛ, S s, Ś ś, Ṣ ṣ, T t, Th th, Ṭ ṭ, Ṭh ṭh, U u, W w, Y y, Ẏ ẏ, Z z, Ż ż. Этот вариант алфавита, с минимальными изменениями, используется в настоящее время.
Находит применение также алфавит бурушаски на арабской графической основе:
ا ݳ ݴ ب پ ت ٹ ث ج ݘ ݼ څ ح خ د ڎ ڈ ذ ر ڑ ز ژ س ش ݽ ص ڞ ض ط ظ ع غ ف ق ک گ ݣ ل م ن ں و ݸ ݹ ه ھ ء ی ݶ ݷ ݺ

## Лингвистические черты

### Фонетика и фонология
Инвентарь фонем бурушаски относительно велик, но не является чем-либо выдающимся (34 согласных и 5 гласных). Имеются — как и в дардских языках — ретрофлексные согласные.
В языке бурушаски в основном имеется 5 гласных /a e i o u/. Имеются также долгие гласные. Ударные гласные обычно более длинные и менее открытые /ʌ ɛ ɪ ɔ ʊ/, в отличие от безударных
Фонемные согласные в транскрипции МФА:
|               |                | Губно-губные | Зубные/ Альвеолярные | Постальвеолярные/ палатальные | Ретрофлексные | Заднеязычные | Увулярные | Глоттальные |
| ------------- | -------------- | ------------ | -------------------- | ----------------------------- | ------------- | ------------ | --------- | ----------- |
| Носовые       | Носовые        | m            | n                    |                               |               | ŋ            |           |             |
| Взрывные      | Придыхательные | pʰ           | tʰ                   |                               | ʈʰ            | kʰ           | qʰ        |             |
| Взрывные      | Глухие         | p            | t                    |                               | ʈ             | k            | q         |             |
| Взрывные      | Звонкие        | b            | d                    |                               | ɖ             | g            |           |             |
| Аффрикаты     | Придыхательные |              | t͡sʰ                  | t͡ɕʰ                           | ʈ͡ʂʰ           |              |           |             |
| Аффрикаты     | Глухие         |              | t͡s                   | t͡ɕ                            | ʈ͡ʂ            |              |           |             |
| Аффрикаты     | Звонкие        |              |                      | d͡ʑ                            | ɖ͡ʐ            |              |           |             |
| Фрикативные   | Глухие         |              | s                    | ɕ                             | ʂ             |              |           | h           |
| Фрикативные   | Звонкие        |              | z                    |                               |               | ɣ            |           |             |
| Дрожащие      | Дрожащие       |              | r                    |                               |               |              |           |             |
| Аппроксиманты | Аппроксиманты  |              | l                    | j                             | ɻ             | w            |           |             |

### Морфология имени

#### Именные классы
Имена в языке бурушаски делятся на следующие классы:
- m > люди мужского пола, боги и духи
- f > люди и духи женского пола
- x > животные, «счётные» предметы
- y > абстрактные понятия, жидкости, «несчётные» предметы

Обозначение «h» используется как общий символ для классов m- и f-, «hx» — как общее обозначение для классов m-, f- и x-. Имена класса x- обычно обозначают разнообразные вещи или явления, например, животных, фрукты, камни, яйца, монеты; имена класса y- обозначают, как правило, несчётные явления или объекты, например, рис, жидкости, порошкообразные вещества, воду, снег, шерсть и т. д.
Тем не менее, в указанной классификации есть исключения, поскольку и счётные предметы могут относиться к y-классу, например, ha «дом». Интерес представляют также слова, которые с небольшой разницей в значении могут относиться как к x-, так и к y- классу, например, bayú в x-классе означает «соль в кристаллах», а в y-классе «соль в порошковой форме». Плодовые деревья воспринимаются как собирательные понятия и относятся к y-классу, а их плоды, напротив, как счётные предметы х-класса. Те же объекты иногда относятся то к классу x, то к классу y в зависимости от материала, из которого они изготовлены, при этом камень и дерево относятся к классу x, металл и кожа к классу y. Артикли, прилагательные, числительные и прочие атрибуты выражаются через различные именные показатели.

#### Образование множественного числа
Имена имеют два числа — единственное и множественное. Единственное число не имеет маркера. Множественное число имеет различные суффиксы в зависимости от класса:
- h-класс > обычные суффиксы множественного числа: -ting, -aro, -daro, -taro, -tsaro;
- h- и x-класс > обычные суффиксы множественного числа: -o, -išo, -ko, -iko, -juko; -ono, -u; -i, -ai; -ts, -uts, -muts, -umuts; -nts, -ants, -ints, -iants, -ingants, -ents, -onts;
- y-класс > обычные суффиксы множественного числа: -ng, -ang, -ing, -iang; -eng, -ong, -ongo; -ming, -čing, -ičing, -mičing, -ičang (нагарский диалект).

Некоторые имена могут иметь два или три различных суффикса множественного числа, другие используются только во множественном числе и не имеют показателя, например bras «рис», gur «пшеница», bishké «шерсть» (т.наз. собирательное множественное), некоторые имеют одну и ту же форму в единственном и множественном числе, напр. hagúr «лошадь/лошади». Прилагательные имеют собственные суффиксы множественного числа, использование которых зависит от класса определяемых существительных, напр. burúm «белый» имеет вид burúm-išo для х-класса и burúm-ing для у-класса.
Вот некоторые примеры образования множественного числа в бурушаски:
- wazíir (m), мн. ч. wazíirting «визирь, министр»;
- hir (m), мн. ч. hirí «мужчина» (смещение ударения);
- gus (f), мн. ч. gushíngants «женщина» (смещение ударения);
- dasín (f), мн. ч. dasíwants «девушка, незамужняя женщина»;
- huk (x), мн. ч. hukái «собака» (смещение ударения);
- tilí (x), pl. tilí «лесной орех»;
- tilí (y), pl. tiléng «ореховый куст».

#### Падежи
Бурушаски — эргативный язык. В нём имеется 5 основных падежей:
| Падеж           | Суффикс                 | Функция                                                          |
| --------------- | ----------------------- | ---------------------------------------------------------------- |
| Абсолютив       | нет показателя          | подлежащее при непереходных и дополнение при переходных глаголах |
| Эргатив         | -e                      | подлежащее при переходных глаголах                               |
| Косвенный падеж | -e; -mo (женский класс) | генитив; основа для окончаний косвенных падежей, см. ниже        |
| Датив           | -ar, -r                 | датив                                                            |
| Аблатив         | -um, -m, -mo            | сепаратив (откуда?)                                              |

Падежные суффиксы во множественном числе присоединяются к показателю множественного числа, например, Huséiniukutse «люди Хусейна» (эргатив мн.ч.). Окончание генитива для единственного числа женского рода /-mo/, для всех прочих случаев /-e/ (совпадает с эргативным окончанием). Окончание датива /-ar/, /-r/ в единственном числе женского класса также присоединяется к косвенному падежу, в прочих случаях к абсолютиву. Примеры:
- hir-e «мужчины», gus-mo «женщины» (генитив);
- hir-ar «мужчине», gus-mu-r «женщине» (датив).

Имена в родительном падеже стоят перед подлежащим, к которому они относятся: Hunzue tham «эмир Хунзы».
Окончания вторичного падежа образуются из суффикса вторичного падежа (нередко обозначается как инфикс) и одного из первичных окончаний /-e/, /-ar/ и /-um/. При этом /-e/ обозначает локатив (вопрос «где?»), /-ar/ — терминатив (вопрос «куда?»), а /-um/ — аблатив (вопрос «откуда?»). Ниже перечислены инфиксы и их основные значения:
1. /-ts-/ «на»;
2. /-ul-/ «в»;
3. /-aţ-/ «на; c»;
4. /-al-/ «при, у» (только в диалекте хунза).

На их основе образуются «составные», то есть вторичные падежи:
| Инфикс | Локатив       | Терминатив          | Сепаратив           |
| ------ | ------------- | ------------------- | ------------------- |
| -ts-   | -ts-e «на»    | -ts-ar «на…(куда)»  | -ts-um «от … прочь» |
| -ul-   | -ul-e «в»     | -ul-ar «в…вовнутрь» | -ul-um «из…наружу»  |
| -aţ-   | -aţ-e «на; с» | -aţ-ar «на…вверх»   | -aţ-um «от …вниз»   |
| -al-   | -al-e «при»   | -al-ar «к…прочь»    | -al-um «от…прочь»   |

Регулярные окончания /-ul-e/ и /-ul-ar/ устарели и в настоящее время чаще всего заменяются на /-ul-o/ или /-ar-ulo/.

#### Местоименные префиксы и местоимения
Названия частей тела и обозначения родства в бурушаски употребляются только вместе с местоименными притяжательными суффиксами (обозначающими «мой», «твой», «его» и др.). Иными словами, в бурушаски нельзя сказать просто «рука», но непременно «моя рука», «его рука» и др. Примеры:
- i-mi «его мать», mu-mi «их мать» (3 л. ж. р.), u-mi «их мать» (3 л. мн. ч.), u-mi-tsaro «их матери» (3 л. мн. ч.).

Местоименные или личные префиксы зависят от лица, грамматического числа, а в 3-м лице также от именного класса обладателя:
| Лицо/ Именной класс | Ед.ч.    | Мн.ч.    |
| ------------------- | -------- | -------- |
| 1 лицо              | a-       | mi-, me- |
| 2 лицо              | gu-, go- | ma-      |
| 3 лицо муж.         | i-, e-   | u-, o-   |
| 3 лицо жен.         | mu-      | u-, o-   |
| 3 лицо x            | i-, y-   | u-, o-   |
| 3 лицо y            | i-, e-   | i-, e-   |

Личные местоимения в бурушаски для 3 лица имеют различные формы для «близкого» и «далёкого», напр. khin «он, этот» (здесь вблизи), но in «он, тот» (там вдали). В косвенном падеже имеются, кроме того, так называемые краткие формы. Подробнее см.: H. Berger 1998.

### Числительное
Система числительных — двадцатеричная, например, 20 altar, 40 alto-altar (2 x 20), 60 iski-altar (3 x 20) и т. п. Основные числительные: 1 hin (или han, hik), 2 altán (или altó), 3 iskén (или uskó), 4 wálto, 5 čundó, 6 mishíndo, 7 thaló, 8 altámbo, 9 hunchó, 10 tóorumo (или toorimi и turma) и 100 tha.
Примеры составных числительных:
11 turma-hin, 12 turma-altan, 13 turma-isken и т. п., 19 turma-hunti;
20 altar, 30 altar-toorimi, 40 alto-altar, 50 alto-altar-toorimi, 60 iski-altar и т. п.;
21 altar-hik, 22 altar-alto, 23 altar-iski и т. п.

### Морфология глагола
Морфология глагола в бурушаски — исключительно сложная, богата различными формами, что можно сравнить с шумерским, баскским, енисейскими и некоторыми абхазо-адыгскими и нахско-дагестанскими языками. Многочисленные фонетические изменения (ассимиляция, синерезис, сдвиг акцента) превращают почти каждый глагол в морфологический уникум. Ниже изглагаются только некоторые основные принципы, более подробный обзор приведен в: Hermann Berger 1998, Grammatik, 103—173.
Для финитных глаголов существуют следующие категории:
| Категория      | Допустимые формы                                      |
| -------------- | ----------------------------------------------------- |
| Время/вид      | презенс, футурум, имперфект, перфект, плюсквамперфект |
| Наклонение     | условное, три оптатива, императив, конатив            |
| Число          | единственное число, множественное число               |
| Лицо           | 1, 2 и 3 лица (в императиве только 2 лицо)            |
| Именные классы | четыре именных класса m, f, x и y (только в 3 лице)   |

Для многих переходных глаголов, кроме подлежащего, маркируется также прямое дополнение путём присоединения местоименных префиксов, которые также обозначают такие категории, как число, лицо, а для 3 лица — также именной класс. Все глаголы имеют отрицательные формы; некоторые непереходные глаголы могут морфологически образовывать вторичные переходные формы. Неспрягаемые формы — в бурушаски это абсолютив прошедшего и настоящего времени (по функциям сопоставим с причастием), перфект-причастие и два инфинитива — обладают всеми категориями спрягаемых форм, кроме времени и наклонения. Неспрягаемые формы образуют при помощи вспомогательных глаголов перифрастические (аналитические) формы глаголов.

#### 11 позиций финитных глагольных форм
Все глагольные формы можно описать при помощи сложной, однако регулярной системы позиций. Бергер различает в целом 11 позиций, которые в реальности не могут использоваться одновременно в одной и той же глагольной форме. Некоторые позиции имеют альтернативные варианты использования (ниже обозначены как A/B/C). Глагольная основа занимает позицию 5, перед ней могут использоваться несколько префиксов, а после неё — 6 позиций для суффиксов.
- Позиции (слоты) глагольных форм бурушаски

| Позиция | Аффиксы и их значения                                                                                         |
| ------- | --- |
| 1       | Отрицат. префикс a-                                                                                           |
| 2a/b    | d-префикс (образование непереходных форм) / n-префикс (абсолютный префикс)                                    |
| 3       | Местоименные префиксы: подлежащее непереходных или дополнение переходных глаголов                             |
| 4       | s-префикс для образования вторичных переходных глаголов                                                       |
| 5       | корень глагола                                                                                                |
| 6       | Суффикс множ. числа -ya- при корне глагола                                                                    |
| 7       | Показатель корня настоящего времени -č- (или š, ts..) для образования презенса, футурума, имперфекта          |
| 8a/b    | Местоименный суффикс 1-го лица ед.ч. -a- (подлежащее) / соединительный гласный (без конкретного значения)     |
| 9a      | m-суффикс: образует от простого корня m-причастие и m-оптатив/                                                |
| 9b      | m-суффикс: от корня настоящего времени — будущее время и условное наклонение /                                |
| 9c      | n-суффикс для передачи абсолюта (ср. позицию 2) /                                                             |
| 9d      | š-суффикс для образования š-оптатива и -iš-инфинитива /                                                       |
| 9e      | инфинитивное окончание -as, -áas / суффикс оптатива -áa (непосредственно к корню)                             |
| 10a     | местоименные суффиксы 2 и 3 лиц, а также 1 л. мн. ч. (субъект; формы см. ниже) /                              |
| 10b     | окончания императива (непосредственно к корню) /                                                              |
| 10c     | формы вспомогательного глагола ba- для образования настоящего времени, имперфекта, перфекта, плюсквамперфекта |
| 11      | именные флексионные окончания и частицы                                                                       |

#### Образование глагольных времён и наклонений
Образование глагольных времён и наклонений — довольно сложное, путём нанизывания друг на друга различных суффиксов. От «простого корня» образуются претерит, перфект, плюсквамперфект и конатив; с другой стороны, презенс, имперфект, будущее и условное наклонение образуются от «корня настоящего времени», который образуется путём добавления к простому корню суффикса на 7-й позиции, обычно -č-. Непосредственно из корня выводятся оптативы и императив. В целом, действует следующая схема.
Пример: образование времён и наклонений от глагола her (плакать), без префиксов:
- Времена от простого корня

| Грамматическая категория | Образование                                           | Форма и перевод                       |
| ------------------------ | ----------------------------------------------------- | ------------------------------------- |
| Конатив                  | корень + личн. суффикс                                | her-i «он прямо сейчас будет плакать» |
| Претерит                 | корень + соед. гласный + m-суффикс + личн. суффикс    | her-i-m-i «он плакал»                 |
| Перфект                  | корень + соед. гласный + вспом. глаг. в наст. времени | her-u-ba-i «он (уже) плакал»          |
| Плюсквам- перфект        | корень + соед. гласный + вспом. глаг. в претерите     | her-u-ba-m «он (когда-то) плакал»     |

- Времена от корня настоящего времени = корень + показатель наст. времени

| Грамматическая категория | Образование                                                                    | Форма и перевод                  |
| ------------------------ | ------------------------------------------------------------------------------ | -------------------------------- |
| Futur                    | Основа + маркер наст. вр. (+ соед. гласный + m-суффикс) + личн. окончание      | her-č-i-m-i «он будет плакать»   |
| Präsens                  | Основа + маркер наст. вр. + соед. гласный + вспом. глагол наст. вр.            | her-č-u-ba-i «он плачет»         |
| Imperfekt                | Основа + маркер наст. вр. + соед. гласный + вспом. глагол в претерите          | her-č-u-ba-m «он плакал (часто)» |
| Konditional              | Основа + маркер наст. вр. + соед. гласный + m-суффикс (кроме 1 л. мн. ч.) + če | her-č-u-m-če «… плакал бы»,      |
| Условное наклонение      | Основа + маркер наст. вр. + соед. гласный + окончание 1 л. мн. ч.. + če        | her-č-an-če «мы бы плакали»      |

- Оптатив и императив

| Грамматическая категория | Образование                                       | Форма и перевод               |
| ------------------------ | ------------------------------------------------- | ----------------------------- |
| áa-оптатив               | основа + áa (для всех лиц)                        | her-áa «… должен.. плакать»   |
| m-оптатив                | основа + (соединительный гласный) + m-суффикс     | her-u-m «… должен.. плакать»  |
| š-оптатив                | основа + (i)š + личное окончание                  | her-š-an «они должны плакать» |
| Императив ед.ч.          | основа (+ é для глаголов с акцентом на окончании) | her «плачь!»                  |
| Императив мн.ч.          | основа + in                                       | her-in «плачьте!»             |

#### Обозначение субъекта и объекта
Обозначение субъекта и объекта глагольной формы происходит посредством местоименных префиксов и суффиксов в позициях 3, 8 и 10 следующим образом:
| Тип аффикса | Позиция | Функция                                                                |
| ----------- | ------- | ---------------------------------------------------------------------- |
| Префиксы    | 3       | прямой объект при переходном глаголе, субъект при непереходном глаголе |
| Суффиксы    | 8/10    | субъект переходного и непереходного глагола                            |

Личные префиксы идентичны местоименным префиксам у имени (обязательны для частей тела и терминов родства, см. выше). Формы префиксов (позиция 3) и суффиксов (позиции 8 и 10) приведены в следующей таблице:
- Местоименные префиксы (позиция 3)

| Лицо/ Именной класс | Ед. ч. | Мн. ч. |
| ------------------- | ------ | ------ |
| 1. лицо             | a-     | mi-    |
| 2. лицо             | gu-    | ma-    |
| 3. лицо м. р.       | i-     | u-     |
| 3. лицо ж. р.       | mu-    | u-     |
| 3. лицо класс x     | i-     | u-     |
| 3. лицо класс y     | i-     | i-     |

- Местоименные суффиксы (позиции 8 и 10)

| Лицо/ Именной класс | Ед. ч. | Мн. ч. |
| ------------------- | ------ | ------ |
| 1-е/2-е лицо        | -a     | -an    |
| 3-е лицо m          | -i     | -an    |
| 3-е лицо f          | -o     | -an    |
| 3-е лицо x          | -i     | -ie    |
| 3-е лицо y          | -i     | -i     |

Ниже, для пояснения взаимосвязи между префиксом и суффиксом, приведены примеры конструкций переходного глагола с префиксом phus «связывать» в претерите:
- i-phus-i-m-i > «он связал его» (позиции: 3-5-8-9-10);
- mu-phus-i-m-i > «он связал её»
- u-phus-i-m-i > «он связал их»;
- mi-phus-i-m-i > «он связал нас»;
- i-phus-i-m-an > «мы связали / вы связали / они связали его»;
- mi-phus-i-m-an > «вы/они связали нас»;
- i-phus-i-m-a > «я/ты связал его»;
- gu-phus-i-m-a > «я связал тебя».

Местоименные аффиксы используются только тогда, когда существительные играют роль подлежащего или дополнения, напр. hir i-ír-i-mi «мужчина умер». Для непереходных глаголов функцию субъекта могут выражать как префикс, так и суффикс, а также их сочетание. Примеры:
- gu-ir-č-u-m-a «ты умрёшь» (будущее время);
- i-ghurts-i-m-i «он утонул» (претерит).

Местоименные префиксы встречаются не у всех глаголов и не для всех времён. В некоторых глаголах используются личные префиксы, однако иные и при определённых условиях. Местоименные префиксы выражают для непереходных глаголов «ожидаемое (субъектом) действие», в то время как беспрефиксные формы — действие, происходящее помимо воли субъекта. Примеры:
- hurúţ-i-m-i «он сел» (добровольное действие без префикса);
- i-ír-i-m-i «он умер» (недобровольное действие с префиксом);
- ghurts-i-mi «он нырнул (добровольно ушёл под воду)» (без префикса);
- i-ghurts-i-m-i «он утонул (недобровольно ушёл под воду)» (с префиксом).

#### d-префикс
Ряд глаголов, некоторые — наряду с основной формой, встречаются с d-префиксом (позиция 2), который перед согласным дополняется «гармонизирующим» соединительным гласным. Точная семантическая функция этого d-префикса неясна. Примеры:
- i-phalt-i-mi «он сломал это» (переходный);
- du-phalt-as «сломаться, взорваться» (непереходный).

## История исследований
Первыми вехами на пути к исследованию бурушаски стали работы Г. В. Ляйтнера (G. W. Leitner) и Й. Биддульфа (J. Biddulph) в конце XIX века. Следующим значительным достижением была работа Д. Л. Р. Лоримера (D. L. R. Lorimer) The Burushaski Language 1935—1938, которая содержала большой словарь и описание грамматики. Последние крупные работы — Германа Бергера (Hermann Berger), составившего грамматику и словарь диалекта ясин (1974) и хунза-нагер (1998).